# Quercus glabrescens
Quercus glabrescens es una especie de encino. Es endémica de las montañas del centro-este de México.

## Descripción
Es un árbol de hasta 15 metros de altura con hojas gruesas y coriáceas de hasta 11 centímetros  de largo, elíptico o con forma de huevo con algunos lóbulos ondulados a lo largo de los bordes.

## Habitat
Quercus glabrescens se encuentra en el sur de la Sierra Madre Oriental , en el este del Cinturón Volcánico Transmexicano y en las Cordilleras de la Sierra Madre de Oaxaca . Algunas poblaciones se encuentran en la Sierra de Miahuatlán y la Sierra Madre del Sur del sur  y oeste de Oaxaca.
Quercus glabrescens se encuentra principalmente en bosques nubosos de montaña , y a veces en bosques de coníferas fríos y húmedos, desde los 2.270 a los 3.000 metros de altitud. A menudo es una especie dominante donde se encuentra y se asocia con oyamel (Abies religiosa,
Quercus affinis, Q. crassifolia y Q. rugosa.

## Conservación
Quercus glabrescens es localmente abundante dentro de su área de distribución. A pesar de cierta pérdida de hábitat debido a la tala y la tala de bosques para pastos y granjas, no hay informes de disminución y se supone que la tendencia de la población es relativamente estable. El estado de conservación de la especie es de Preocupación Menor.